# 石核木
石核木（学名：Litosanthes biflora），也叫壺冠木，为茜草科石核木属下的一种灌木。